# Miss Hong Kong 2019
Miss Hong Kong 2019 será la 47a edición del concurso de belleza Miss Hong Kong, se realizará el 8 de septiembre de 2019 en TVB City, Hong Kong, con difusión por TVB Jade Channel, 20:34 a 22:32 Tiempo Hong Kong de esta noche.

## Resultados
- Campeón: Carmeney Wong (黃嘉雯)[1]
- Primera finalista: Fei Wong (王菲)
- Segunda finalista: Kelly Gu (古佩玲)